# Bekennen will ich seinen Namen, BWV 200
Bekennen will ich seinen Namen, BWV 200 (Confessaré el seu Nom), és un fragment d'una cantata religiosa de Johann Sebastian Bach, probablement per a la festivitat de la Purificacio estrenada a Leipzig cap a l'any 1742.

## Origen i context
D'autor desconegut, aquesta obra no és una cantata en un únic moviment sinó el fragment restant d'una cantata perduda descobert l'any 1924, això no obstant, avui dia no se sap on és. Sembla destinada a la Festa de la Purificació de la Mare de Déu, ja que el text al·ludeix al càntic que Lluc (2, 29-32) posa en boca de Simeó en la presentació de Jesús al Temple. Pel que fa a la datació es proposa com a més probable el 1742, però del que no hi ha dubte és de l'autoria de Bach, ja que es disposa d'un esborrany manuscrit. Aquesta obra és l'última, en el catàleg de Bach (BWV), de les dues-centes cantates religioses; a continuació comença el conjunt de cantates profanes.
Per a aquesta festa es conserven altres tres cantates, la BWV 82, BWV 83 i BWV 125; altres cantates religioses que Bach interpretà aquesta dia són, BWV 157, BWV 158 i BWV 161.

## Anàlisi
Obra escrita per a contralt, dos violins i baix continu. Consta d'un sol número.
1. Ària (contralt): Bekennen will ich seinen Namen (Confessaré el seu Nom)

La composició té un vigor que recorda els himnes de Händel, amb un tractament instrumental en part homòfon i en part imitatiu i una estructura pròpia de l'última època de Bach. Té una durada aproximada de gairebé cinc minuts.

## Discografia seleccionada
Aquest fragment no està inclòs en la gravació integral de les cantates religioses de Nikolaus Harnoncourt i Gustav Leonhardt per a Teldec.
- J.S. Bach: The complete live recordings from the Bach Cantata Pilgrimage. CD 8: Priory Church, Christchurch, Dorset; 2 de febrer de 2000. John Eliot Gardiner, English Baroque Soloists, Robin Tyson. (Soli Deo Gloria), 2013.
- J.S. Bach: Complete Cantatas Vol. 21. Ton Koopman, Amsterdam Baroque Orchestra & Choir, Bogna Bartosz. (Challenge Classics), 2006.
- J.S. Bach: Cantatas Vol. 37. Masaaki Suzuki, Bach Collegium Japan, Robin Blaze. (BIS), 2007.
- J.S. Bach: Church Cantatas Vol. 60. Helmuth Rilling, Württembergisches Kammerorchester Heilbron, Mechthild. (Hänssler), 1999.
- J.S. Bach: Cantatas BWV 36c, 200, 63 App. & 182 App.. Fritz Wener, Südwestdeutsches Kammerorchester Pforzhein, Barbara Scheler. (Teldec.), 2000.
- J.S. Bach: Cantatas BWV 53, 82, 170 & 200. Kenneth Sillito, Academy of St Martin in the Fields, Jochen Kowalski. (Capricio), 1999.
- J.S. Bach: Cantatas BWV 169, 54 & 200. Amsterdam Bach Soloists, Jard van Nes. (Vanguard Classics), 1988.